# Кшикосы (гмина)
Кшикосы (пол. Krzykosy) — сельская гмина (волость) в Польше, входит как административная единица в Сьрёдский повет (Великопольское воеводство), Великопольское воеводство. Население — 6547 человек (на 2008 год).

## Сельские округа
1. Гарбы
2. Кшикосы
3. Мёнсково
4. Млодзиково
5. Млодзикувко
6. Мужиново-Лесьне
7. Пенчково
8. Солец
9. Суленцин
10. Суленцинек
11. Вёсна
12. Витово

## Прочие поселения
1. Антонин
2. Баба
3. Богуславки
4. Борово
5. Бронислав
6. Казмерки
7. Любже
8. Малошки
9. Млодзиковице
10. Мужиновец-Лесьны
11. Мужинувко
12. Пшимярки
13. Викторово
14. Выгранка

## Соседние гмины
1. Гмина Ксёнж-Велькопольски
2. Гмина Милослав
3. Гмина Нове-Място-над-Вартон
4. Гмина Сьрода-Велькопольска
5. Гмина Занемысль